# Great Sounds Great, Good Sounds Good, So-So Sounds So-So, Bad Sounds Bad, Rotten Sounds Rotten!!
Great Sounds Great, Good Sounds Good, So-So Sounds So-So, Bad Sounds Bad, Rotten Sounds Rotten!! è un extended play del gruppo musicale The Clean pubblicato in Nuova Zelanda nel 1982 dalla Flying Nun Records.

## Track list
Lato A
Testi e musiche di The Clean.
1. Fish – 2:28
2. Flowers – 3:29
3. Side On – 2:03
4. Slug Song – 3:22

Lato B
Testi e musiche di The Clean.
1. Beatnik – 2:00
2. End of My Dream – 4:13
3. On Again/Off Again – 1:47